# Acodontaster hodgsoni
Acodontaster hodgsoni is een zeester uit de familie Odontasteridae.
De wetenschappelijke naam van de soort werd in 1908 gepubliceerd door Francis Jeffrey Bell.